# Папа Евгеније II
Папа Евгеније II (лат. Eugenius  Secundus; август 827.) је био 99. папа од 8. маја 824. до августа 827.